# Protein Data Bank
Protein Data Bank, PDB — банк данных трёхмерных структур белков и нуклеиновых кислот. Информация, полученная методами рентгеновской кристаллографии или ЯМР-спектроскопии, и, всё чаще, методом криоэлектронной микроскопии вносится в базу данных биологами и биохимиками со всего мира, и доступна бесплатно через интернет сайты организаций-членов (PDBe, PDBj, RCSB).
PDB является одним из важнейших ресурсов для учёных, работающих в области структурной биологии. Большинство научных журналов и некоторые фонды финансирования исследований, например, NIH в США требуют от авторов статей и получателей грантов, чтобы все структурные данные были размещены в PDB. Protein Data Bank содержит в основном первичные данные о структуре биологических молекул, в то время как существуют сотни других банков данных, категоризирующих первичные данные или выявляющие закономерности между строением молекул и эволюционным родством.

## История
Protein Data Bank был создан обычными учёными. В 1971 году Уолтер Хэмилтон (англ. Walter Hamilton) в Национальной лаборатории Брукхавена создал банк данных для Брукхавена. После смерти Хэмилтона в 1973 году PDB управлял Том Кэцтл (англ. Tom Koeztle). В январе 1994 года главой Protein Data Bank стал Джол Суссман (англ. Joel Sussman).
В октябре 1998 года Protein Data Bank был перенесён в Research Collaboratory for Structural Bioinformatics (RCSB); перенос информации был закончен в июне 1999 года. Новым директором стала Хелен Берман (англ. Helen M. Berman) из Университета Рутгерса. В 2003 году, после образования wwPDB (англ. Worldwide Protein Data Bank), Protein Data Bank стал международной организацией. Помимо RCSB, основателями wwPDB являются Protein Data Bank in Europe (PDBe), Protein Data Bank in Japan (PDBj) и Bilogical Margnetic Resonance Bank (BMRB).

## База данных
База данных Protein Data Bank обновляется еженедельно (в 0:00 часов по всемирному координированному времени, UTC, по средам). По состоянию на 14 марта 2017 года база данных содержит:
| Метод исследования            | Белки  | Нуклеиновые кислоты | Комплексы белков и нуклеиновых кислот | Другое | Всего  |
| ----------------------------- | ------ | ------------------- | ------------------------------------- | ------ | ------ |
| Дифракция рентгеновских лучей | 106595 | 1820                | 5471                                  | 4      | 113890 |
| ЯМР                           | 10296  | 1190                | 241                                   | 8      | 11735  |
| Электронная микроскопия       | 1021   | 30                  | 367                                   | 0      | 1418   |
| Смешанный                     | 99     | 3                   | 2                                     | 1      | 105    |
| Другое                        | 181    | 4                   | 6                                     | 13     | 204    |
| Всего:                        | 118192 | 3047                | 6087                                  | 26     | 127352 |

103 514 структуры в PDB содержат файл со структурным фактором
9057 структуры имеют файл ЯМР с геометрическими ограничениями
2826 структур имеют файл ЯМР, содержащий экспериментально определённые химические сдвиги
1403 структур имеют файл с 3DEM-картой
Преобладающая часть структур получена при помощи метода диффракции рентгеновских лучей, около 15 % — при помощи ЯМР белков, и лишь малая часть — при помощи крио-электронной микроскопии.
Некоторое время количество структур в PDB росло экспоненциально, но с 2007 года прирост несколько пригас.
Каждая структура, опубликованная в PDB получает четырёхзначный идентификатор (комбинация цифр и букв латинского алфавита). Данный шифр не может служить идентификатором биомолекул, так как часто разные структуры одной и той же молекулы, например, в различной среде, могут иметь различные PDB ID.

## Программное обеспечение
Структуры могут быть просмотрены при помощи нескольких компьютерных программ (как бесплатных и распространяющихся по лицензии open source, так и платных, распространяющихся не с открытым кодом) и плагинов к веб-браузерам.
- Программа QuteMol позволяет открывать и просматривать файлы с расширением *.pdb и *.vdb
- Xscreensaver[англ.] Molecule позволяет отобразить молекулы из базы данных pdb, как скринсейвер.